# Кастел'Ин Вила (Сијена)
Кастел'Ин Вила је насеље у Италији у округу Сијена, региону Тоскана.
Према процени из 2011. у насељу је живело 12 становника. Насеље се налази на надморској висини од 329 м.